# 托托尼卡潘
托托尼卡潘是危地馬拉的城市，也是托托尼卡潘省的首府，位於該國西南部，面積328平方公里，海拔高度2,495米，主要農產品有玉米和豆類，2002年人口96,392。

## 外部連結
- totonicapan （页面存档备份，存于）